# برکلی (میزوری)
برکلی (به انگلیسی: Berkeley) یک شهر در ایالات متحده آمریکا است که در سنت لوئیس، میزوری واقع شده‌است. برکلی ۱۲٫۸۷ کیلومتر مربع مساحت و ۸٬۹۷۸ نفر جمعیت دارد و ۱۶۴ متر بالاتر از سطح دریا واقع شده‌است.